# Adolf Koppmann
Adolf Koppmann OPraem (* 14. Juli 1781 in Kuttenplan, Böhmen als Johann Koppmann; † 23. November 1835 in Krukanitz, Böhmen) war ein römisch-katholischer Ordenspriester und von 1828 bis 1835 Abt des Stiftes Tepl.

## Leben
Koppmann absolvierte von 1793 bis 1798 das Gymnasium in Eger, studierte 1798 bis 1800 Philosophie an der Universität Prag. Am 18. Oktober 1801 trat er in das Noviziat von Stift Tepl ein, wo er den Ordensnamen Adolf annahm. Nach seinem Theologiestudium am Prager fürsterzbischöflichen Alumnat und der Profess am 18. Oktober 1803, wirkte Koppmann als Professor in der theologischen Hauslehranstalt des Klosters, bis er 1811 für Studien der orientalischen Sprache an der Universität Wien freigestellt wurde. 1807 war er zum Priester geweiht worden; der Neupriester feierte seine Primiz am 6. April 1807 im Prager Alumnat. 1811 bekleidete er im Stift das Amt des Subpriors und Novizenmeisters.
1813 erfolgte Koppmanns Berufung zum Professor der Hermeneutik an der Universität Prag; 1818 die Ernennung zum Dekan ihrer theologischen Fakultät. Koppmann war 1821 am theologischen Begutachtungsverfahren der Schriften von Bernard Bolzanos beteiligt, der bereits 1819 von Kaiser Franz I. seiner Professur enthoben wurde und dessen Werke zum Teil auf den Index landeten; Koppmann qualifizierte sie als unkirchlich. Ab 1825 lehrte Koppmann als Professor der neutestamentlichen Bibelstudien an der Wiener Universität; 1828 wurde er zum Dekan gewählt. Er entwickelte sich zum „wissenschaftlich fruchtbaren Theologe, dessen Arbeiten, besonders auf dem Gebiete der biblischen Hermeneutik, Bedeutung erlangten“. 
Am 13. März 1828 wurde Koppmann vom Konvent des Stiftes Tepl nach der 1827 erfolgten Resignation Karl Reitenbergers zum Abt gewählt. Seine Abtsbenediktion wurde am 28. Oktober 1828 gefeiert. Als Abt setzte Koppmann die Bautätigkeit seines Vorgängers im Kurort Marienbad fort, indem er die weltliche und religiöse Infrastruktur erweiterte. Den bedürftigen Kranken der Wiener Stadtbevölkerung stiftete Koppmann Heilwasser aus dem Kurort. Innerklösterlich intensivierte er die theologische Ausbildung des Ordensnachwuchses und verstärkte die Bestrebungen zur Überwindung des kirchlichen Josephinismus. 1831 reaktivierte Koppmann die klösterliche Hauslehranstalt, nachdem den Studenten des Stiftes im Prager Seminargebäude die Wohnung gekündigt wurde. Der Erzbischof von Prag, Alois von Kolowrat, förderte sein Vorhaben im Hinblick auf die „ausgezeichneten Leistungen des Herrn Abtes als Doctor und Professor“. Dazu unterhielt Koppmann Kontakte zum kaiserlichen Hof- und Burgpfarrer Jakob Frint, dem Leiter des Sankt Augustin-Frintaneum in Wien, eines 1816 auf Veranlassung Kaiser Franz II. gegründeten Bildungsinstituts für Weltpriester. Mit Frint zählt Koppmann zu den Vertretern der österreichischen katholischen Restauration.
Am 11. September 1835 besuchte Kaiser Ferdinand I. und seine Gattin Maria Anna von Savoyen das Stift Tepl. Koppmann litt zu dieser Zeit bereits an Brustwassersucht. Er starb am 23. November 1835 auf der Grangie von Krukanice bei Pernarec (deutsch: Pernharz) und wurde auf dem Friedhof von Stift Tepl beerdigt.